# Returns Part Ⅱ
《Returns Part Ⅱ》는 엠씨 더 맥스의 다섯 번째 정규 음반인 《Returns》의 리패키지 앨범이다. 
〈눈물〉을 후속곡으로 활동을 재개하면서 CD2의 전곡을 여름 분위기에 맞는 신나는 노래로 다시 구성하였고, 뮤직비디오도 새로 삽입하였다.

## 곡
CD1
1. Intro (Vink 작곡, 빈크 편곡)
2. Returns (빈크 작곡, 안성일 작사, 빈크 편곡)
3. 가슴아 그만해 (신인수 작곡, 양재선 작사, 신인수 편곡)
4. 사랑이 끝나면 (M/V Mix) (제이 윤 작사·곡, 빈크 편곡)
5. 사랑이 사랑을 버리다 (신인수 작곡, 양재선 작사, 신인수 편곡)
6. HOPE (Vink 작곡, 이수 작사, 빈크 편곡)
7. 모래시계 (표건수 작곡, 이원석 작사, 표건수 편곡)
8. 너만 있으면… (신인수 작곡, 윤사라 작사, 최영호 편곡)
9. Oh! Plz (제이 윤 작곡, 이수 작사, 표건수 편곡, 최진이 피쳐링)
10. 눈을 감아도 (강우현 작곡, 레인 작사, 안성일 편곡)
11. Rain (제이 윤 작사·곡, 표건수 편곡, 멤버 전원 보컬 참여)
12. Moment (이수 작사·곡, 표건수 편곡)
13. What A Wonderful World (이수 작사, 곡, 표건수 편곡)
14. 눈물 (최화전 작곡, 최진이 작사, 안성일 편곡)
15. 사랑이 끝나면 (제이 윤 작사·곡, 안성일 편곡)

CD2'
1. Intro
2. 붉은 노을 (2007 New Ver.)
3. 별 (2007 New Ver.)
4. 사랑을 믿어요 (2007 New Ver.)
5. 태양은 가득히 (2007 New Ver.)
6. Sixth Sense (2007 New Ver.)
7. 사랑하고 싶었어(민혁 버전) (2007 New Ver.)
8. 사랑하고 싶었어(이수·민혁 듀엣 버전) (2007 New Ver.)